# The Medium (pel·lícula de 2021)
The Medium (tailandès ร่างทรง Rang Song, literalment: Mèdium) és un fals documental en llengua isan de terror sobrenatural popular del 2021 co-escrit i produït per Na Hong-jin i dirigit per Banjong Pisanthanakun. És una coproducció de GDH 559 de Tailàndia i Showbox de Corea del Sud. La pel·lícula es va estrenar al 25è Festival Internacional de Cinema Fantàstic de Bucheon l'11 de juliol de 2021. Es va estrenar a Corea del Sud el 14 de juliol de 2021. Es va seleccionar com a entrada tailandesa per al Millor Llargmetratge Internacional als Premis Oscar de 2021 però no va ser nominada.
La pel·lícula va ser jutjada com a millor llargmetratge al 25è Festival Internacional de Cinema Fantàstic de Bucheon i va ser guardonada amb el Bucheon Choice Award a la millor pel·lícula. A la taquilla, segons dades del Korean Film Council, ocupa el lloc 15 entre totes les pel·lícules estrenades l'any 2021 a Corea del Sud, amb un import brut de 7,35 milions de dòlars EUA i 831.126 entrades, el 26 de setembre de 2021. És la sisena pel·lícula coreana més taquillera del 2021.

## Argument
La pel·lícula es presenta en forma de metratge apropiat, basant-se en el material d'un grup de documentalistes tailandesos que viatgen a la part nord-est del país, Isan, que volen contar "una història del xamanisme a Tailàndia". En aquesta localitat rural, registraran la vida quotidiana d'una mèdium espiritual de la localitat, Nim Tonvali, qui relata estar posseïda per l'esperit de la Deessa Bayan, una deïtat local a qui els vilatans rendeixen culte i invoquen en rituals de protecció. En la seva entrevista, ella conta que Bayan és una deïtat ancestral i que, durant generacions, ha posseït a les dones de la seva família, com la seva àvia. Després de la defunció de l'àvia, Nim relata que l'esperit de Bayan es va traslladar a la seva tia i després a la seva germana, Noi. Tanmateix, Noi no va voler ser mèdium i es va convertir al cristianisme. L'esperit de Bayan es va traslladar llavors a Nim i ha estat amb ella des de llavors. Nim també relata que el procés de ser posseïda espiritualment per la deessa Bayan és tortuós, i que si la potencial mèdium rebutja aquesta presència, sofrirà de terribles dolors i malestars. Inclusivament, es podria veure temptada al suïcidi per a "acabar amb tot" (i els mostra als documentalistes cicatritzacions de talls als canyells). No obstant això, en cedir i acceptar la possessió de la Deessa, aquesta actuarà a través d'ella, concedint-li el poder de tractar els anomenats "símptomes sobrenaturals", curar el mal d'ull, interpretar somnis, etc.
L'equip de filmació acompanya a Nim al vetllatori del seu cunyat recentment mort, Wiroj Yashantia. La mèdium conta que la família de l'espòs de la seva germana Noi s'ha vist afligida per terribles desgràcies. L'avi patriarca va ser assassinat, la fàbrica del pare va fer fallida i es va incendiar, el marit de Noi, Wiroj, va morir de càncer i el seu primogènit, Mac, va morir en un accident de motocicleta. A Noi només li queda una filla, Mink, qui treballa en una agència d'ocupació, sol anar a l'església amb la seva mare i participa en obres comunitàries amb un caràcter dolç i amable. Tanmateix, la família i els amics de Mink, així com l'equip del documental, comencen a notar que la jove mostra comportaments estranys i aparents personalitats múltiples, al com actuar a vegades com una nena petita, un ancià, un borratxo i una prostituta. L'equip de filmació es dedica ara a seguir a Mink, mentre la seva salut física i mental es degrada ràpidament. Ella comença a tenir somnis estranys, a sentir veus al seu cap, sofrir de forts dolors i hemorràgies i acaba sent acomiadat del treball després que el seu cap revisa les cintes de seguretat i la descobreix tenint relacions sexuals amb múltiples homes, usant l'oficina a les nits per a les seves trobades.
Mink deixa de treballar, de banyar-se i de menjar, i entra en una espècie de tràngol; després reacciona molt violentament, fins que pateix una espècie de brot psicòtic, i intenta suïcidar-se. Posteriorment, ataca a la seva mare i fuig de casa. La seva família la cerca desesperadament per diverses setmanes, sense èxit. Noi llavors li demana a Nim que realitzi un ritual especial per a traslladar l'esperit de la Deessa Bayan a la seva filla, ja que Noi creu que Bayan està castigant-la pels seus pecats passats en rebutjar el seu culte. Tanmateix, Nim sospita que l'esperit que posseeix a la seva neboda no és Bayan sinó alguna cosa més, una mica de naturalesa molt malvada. Nim inicialment acudeix a un santuari de Bayan i percep que una presència sobrenatural tracta de posseir a Mink per provocar la seva mort. Descobreix que la noia va tenir una relació incestuosa amb el seu difunt germà, Mac i conclou que aquest està darrere de la seva malaltia. Llavors, descobreix que Mac no va morir en un accident de motocicleta, sinó que es va suïcidar penjant-se d'un arbre, perquè la culpa de la seva relació prohibida el turmentava. Nim procedeix a efectuar un ritual, en el lloc del suïcidi, que dura diversos dies i nits, en el qual convencerà a l'esperit del difunt Mac de deixar en pau a la seva germana. Després del fracàs de la cerimònia, s'adona de què tampoc es tracta de l'esperit de Mac, i obté una premonició que li indica el lloc on es troba Mink, el vell edifici de la fàbrica de la família de Wiroj, que després de l'incendi es troba abandonat. Rescaten a la noia i la seva família la porta a un hospital, on no poden trobar una explicació als seus símptomes.
Nim puja a la muntanya per resar, però descobreix que algú ha decapitat l'estàtua de la Deessa Bayan, un senyal de profanació a un ídol sagrat. Nim llavors acudeix a demanar ajuda a Santi, un amic xaman, qui li diu que Mink no està posseïda sols per un esperit, sinó per "centenars d'esperits malignes". Resulta que són els esperits venjatius de les persones que els avantpassats de la família de Wiroj (els Yashantia) havien massacrat i que, mitjançant una maledicció, reclamen la vida de la noia com sacrifici. Durant sis dies, es faran els preparatius per l'exorcisme. Nim, Santi i un equip d'assistents preparen materials per al ritual d'alliberament, resen i es purifiquen. Mentrestant, l'equip de filmació col·loca càmeres a la casa familiar, on Mink roman a la seva habitació; tanmateix, durant les nits, mentre la família dorm, la noia exhibeix comportaments aberrants, que es van agreujant cada nit; comença causant desordre a la casa, orinant-se a la sala, fins que mata al gos de la família i se'l menja. La nit prèvia a l'exorcisme, Mink segresta el seu cosí Pong, un bebè i escapa al camp. Els seus familiars surten en la seva persecució i troben al bebè tirat en un sementici, mentre que la jove està en un estat molt violent i ataca al seu oncle Manit, per la qual cosa és tancada a la seva habitació.
L'endemà, Noi acudeix a la casa de Nim, només per a descobrir que el seu altar a Bayan està destruït i trobar-la morta al seu llit. El seu cos és incinerat de manera immediata, mentre el xaman i els seus alumnes acaben amb els preparatius del ritual per exorcitzar tots els esperits malignes del cos de Mink, que es realitzarà en el mateix edifici abandonat on va ser trobada la vegada que va escapar. El ritual inclou oracions, cerimònies d'invocació i sacrificis animals. No obstant això, el ritual fracassa perquè els dimonis aconsegueixen enganyar a Pang, la tia de Mink, qui en un estat d'histèria, trenqués els segells de paper talismà de yantra que haurien de mantenir a ratlla als esperits. La jove posseïda ataca als seus familiars i fins i tot canibaliza al bebè Pong. Es deslliga el caos quan els esperits comencen a posseir i matar al xaman i als seus estudiants, així com a tots els presents en la cerimònia, inclòs l'equip del documental. La pel·lícula acaba amb Mink cremant viva a la seva mare, mentre l'última càmera mostra un ninot vudú amb una etiqueta que té el cognom de la família Yashantia.
Una escena a meitat dels crèdits ocorre durant el dia previ a la mort de Nim, mentre ella es preparava per al ritual; en ser entrevistada, de sobte sofreix una crisi de fe, on molt angoixada, confessa estar qüestionant-se si tot el que creu saber és realment cert.

## Repartiment
- Narilya Gulmongkolpech com Mink, una jove que és posseïda per un ens sobrenatural.
- Sawanee Utoomma com Nim, una dona xaman / mèdium.
- Sirani Yankittikan com Noi, mare de Mink i germana de Nim.
- Yasaka Chaisorn com Manit, germà de Nim i Noi, i oncle de Mink.
- Boonsong Nakphoo com Santi, un remeier local que ajudarà a Nim amb l'exorcisme.

## Producció
La pel·lícula es va rodar a la província de Loei al nord-est de Tailàndia (Isan).
La pel·lícula es va anunciar el febrer de 2021, i estava programat per a un llançament de juliol de 2021 a Corea del Sud.

## Llançament
The Medium és venuda per Finecut per al proper Mercat del cinema europeu i els drets de la pel·lícula ja havien estat adquirits per The Jokers per a una futura estrena en cinemes a França, i per Koch Films als territoris de parla germànica. Pel setembre, Shudder havia adquirit els drets de transmissió globals i ho farà emissió als EUA el 14 d'octubre.
A Àsia, la pel·lícula ha obtingut una llicència per a Edko Films per a Macau i Hong Kong (22 de setembre de 2021), MovieCloud per a Taiwan (25 d'agost de 2021), Synca Creations per al Japó (29 de juliol de 2022) a Encore Films per a Malàisia (2 de desembre de 2021) i Indonèsia (20 d'octubre de 2021), Golden Village per a Singapur (12 d'agost de 2021), M Pictures per a Cambodja (26 de novembre de 2021) i Laos (6 de gener de 2022) i Lumix Media per al Vietnam (19 de novembre de 2021).
La pel·lícula es va estrenar l'11 de juliol de 2021, al 25è Festival Internacional de Cinema Fantàstic de Bucheon, i es va estrenar a les sales de Corea del Sud el 14 de juliol de 2021.

### Mitjans domèstics
La pel·lícula va estar disponible per a la transmissió i emissió a Corea del Sud a IPTV, Skylife, HomeChoice TV per cable, KT Seezn i altres a partir del 16 de setembre de 2021.

## Recepció

### Taquilla
La pel·lícula es va estrenar el 14 de juliol de 2021, en 1403 pantalles. Segons la xarxa informàtica integrada per a les entrades a les sales de cinema del Korea Film Council (KoFiC), la pel·lícula va ocupar el primer lloc a la taquilla coreana el dia de l'estrena recollint 129.917 audiències, superant les audiències de Black Widow. El quart dia d'estrena, es va convertir en la pel·lícula més taquillera del gènere de terror en superar els 2,67 milions de dòlars bruts. L'audiència acumulada de la pel·lícula és de 403.019 el 17 de juliol de 2021.
Segons dades del Korean Film Council (KOFIC), ocupa el sisè lloc entre totes les pel·lícules coreanes estrenades l'any 2021, amb un import brut de 7,32 milions de dòlars EUA i 831.126 entrades, a partir del 26 de setembre de 2021.

### Resposta crítica
L'agregador de ressenyes Rotten Tomatoes va informar que el 81% dels crítics han donat a la pel·lícula una crítica positiva basada en 31 crítiques, amb una valoració mitjana de 6,60/10.
Jo Yeon-kyung de JTBC Entertainment News va valorar la pel·lícula amb 4 de 5 estrelles i va escriure que la pel·lícula té una narrativa densa i que les seqüències de culte i escenes d'exorcisme es combinen amb la cultura única de Tailàndia per generar novetat. Descrivint les parts espantoses de la pel·lícula, Yeon-kyung va escriure: "El més espantós és que com més t'acostes al final, més t'acostumes a l'enorme escena que es desenvolupa davant els teus ulls. Per descomptat, el nivell de comprensió i l'impacte pot variar segons l'audiència individual."
Seo Jeong-won escrivint per a Maeil Business va elogiar l'actuació de Narilya Gunmong Konket i va opinar: "Estic tan immers en l'actuació que m'he de preocupar pel trauma que pot passar". Advertint l'audiència sobre algunes parts de la pel·lícula que mostraven canibalisme, crueltat animal, autolesió i incest, Jeong-won va escriure que tenen cura, ja que podrien trobar-ho cruel. Però, en opinió de Jeong-won, eren essencials per a la narrativa.
Kong Rithdee va donar una crítica positiva a la pel·lícula al Bangkok Post, elogiant el seu ús del folklore tailandès amb la semblança visual i narrativa amb els thrillers de Corea del Sud.
Choi Young-joo de CBS No Cut News va escriure que la pel·lícula dirigida en forma de metratge apropiat, té un caràcter documental. Escriure sobre les creences xamàniques de la regió Isan que no sols els humans sinó també tot el que hi ha a la natura té ànima. Qualsevol acció comesa pels avantpassats es va convertir en una maledicció i es va transmetre a la posteritat, en el context de la pel·lícula és el personatge Ming. Young-joo respecte a aquesta creença va escriure: "The Medium és una pel·lícula que et fa experimentar amb tot el teu cos que hi ha pel·lícules de terror perquè hi ha éssers humans". Young-joo va assenyalar que a la pel·lícula es descriuen d'alguna manera tots els mals que poden cometre els humans i, tot i que es va demostrar que representava el mal humà, sí que va venir al cap fins a quin punt i com es mostraria.
Variety va elogiar la banda sonora de la pel·lícula, el disseny de producció i les referències a la cultura tailandesa, però en va criticar la durada i el format del documental.

## Reconeixements
| Any  | Premi                                                   | Categoria         | Receptor(s)           | Resultat  | Ref.   |
| ---- | ------------------------------------------------------- | ----------------- | --------------------- | --------- | ------ |
| 2021 | Bucheon Choice Features                                 | Millor pel·lícula | The Medium            | Guanyador | [ 6 ]  |
| 2021 | Festival de Cinema Fantàstic Maniatic                   | Millor pel·lícula | The Medium            | Guanyador | [ 22 ] |
| 2021 | Setmana de Cinema de Terror i Fantasia de Sant Sebastià | Millor pel·lícula | The Medium            | Guanyador | [ 23 ] |
| 2021 | TerrorMolins                                            | Millor fotografia | Naruphol Chokanapitak | Guanyador | [ 24 ] |